# 아바하니 리미티드 다카
아바하니 리미티드 다카는 방글라데시의 축구단이다. 현재 방글라데시 프리미어리그에 참가하고 있다.

## 우승
- 방글라데시 프리미어리그: 2007, 2008–09, 2009–10, 2012, 2016, 2017–18
- 다카 리그: 1974, 1977, 1981, 1983, 1984, 1985, 1989–90, 1992, 1994, 1995, 2001
- 방글라데시 페더레이션컵: 1982*, 1985, 1986, 1988, 1997, 1999, 2000, 2010, 2016, 2017, 2018
- 방글라데시 인디펜던스컵: 1990
- 리버레이션컵: 1977
- 내셔널 풋볼 챔피언십: 2000
- 인디펜던스 골드컵: 2005
- 방글라데시 슈퍼컵: 2011

## 선수 명단

### 현역
참고: FIFA 자격 규정에 따라 소속된 국가대표팀 국기를 표시합니다. 선수는 복수의 FIFA 비회원국 국적을 가지고 있을 수 있습니다.
| 번호 | 포지션 | 국적 | 이름 |
| ---- | ------ | ---- | ---- |

| 번호 | 포지션 | 국적 | 이름 |
| ---- | ------ | ---- | ---- |

## 역대 감독
| 감독      | 임기   |
| --------- | ------ |
| 마루풀 헉 | 2024 ~ |

틀:아바하니 리미티드 다카 감독